# 山本美憂
山本 美憂（やまもと みゆう、1974年8月4日 - ）は、日本出身の女子レスリング選手、総合格闘家。神奈川県出身（2015年にカナダ国籍取得）。トキワ松学園高校、サンタモニカ大学などに通学。KRAZY BEE所属。レスリング世界選手権 3度優勝（2階級制覇）、レスリング全日本選手権 8度優勝。
父山本郁榮に英才教育を施され、13歳で日本一になるなど日本女子レスリング黎明期に軽量級の女王として君臨した。初婚時は当時の本名池田 美憂で活動。夫は同じく総合格闘家のカイル・アグォン。
総合格闘技では、アメリカの老舗MMAメディアサイトSHERDOGの世界女子アトム級ランキングで、世界トップ10ランカーである浅倉カンナ戦の勝利と4連勝をきっかけに2019年6月から2022年までの約3年間、世界トップ10入りした。キャリア最高位は、SHERDOG 世界ランキング4位（2020年）、Fight Matrix 世界ランキング4位（2020年）。

## 来歴
ミュンヘンオリンピックレスリング代表だった父・山本郁榮により小学生のころから弟の山本"KID"徳郁、妹の山本聖子とともに、レスリングの英才教育を施される。
13歳で第1回全日本女子選手権に優勝。その後全日本4連覇を達成したが、世界選手権へは年齢制限により出場が認められなかった。
1991年、初めて出場した世界選手権を史上最年少の17歳で優勝。同年11月、レスリング大国アメリカに留学するも当時の全米レスリング協会が女子レスリングを認めていなかったため、女子レスラーはあまり存在していなかった。しかし、全米の学校スポーツ界の規定で男子の運動部も女子の入部を拒否できなかったので留学先の男子レスリング部に入部。練習試合の学校対抗団体戦で男子と対戦。女子であるがゆえに対戦を拒否されたり、勝利した際は相手に泣かれたりもした。1992年11月、サンキストカップ53 kg級優勝。1993年5月、全米選手権53 kg級優勝。
1994年、全日本女子選手権50 kg級で優勝し、3階級制覇を達成した。1994年と1995年に世界選手権を連覇。1994年11月には全日本女子プロレス東京ドーム大会でアマチュアレスリングルールの試合を行う。1995年にJリーグ・浦和レッズ（当時）の池田伸康と結婚し現役を引退。
その後、第一子となる男児（山本アーセン）を出産。1998年、現役復帰し、世界女子選手権46 kg級で準優勝。1999年4月、離婚。
1999年にはクイーンズカップ決勝進出。アジア選手権大会で優勝。全日本女子レスリング選手権でも優勝。全日本8度目の優勝となった。2000年7月、格闘家のエンセン井上と再婚し、再び現役を引退。
2004年のアテネオリンピックで女子レスリングが初めて正式種目になることを機に現役に復帰。アテネオリンピック出場を目指したが、2004年2月の「ジャパンクイーンズカップ」（アテネオリンピック代表選手選考試合）で3位に終わり、オリンピック出場は果たせなかった。同年4月、現役を引退。同年8月、エンセン井上と離婚。
2006年4月、トリノオリンピック男子アルペンスキー代表の佐々木明と結婚（3度目の結婚）。同年8月挙式、同年12月に第二子となる男児アーノンを出産。2008年11月、第三子となる女児ミーアを出産。
スポーツビズに所属し、スポーツキャスターとしての活動の他、NPO法人日本スポーツネットワーク（JSN）でキッズレスリングの指導者も務める。
2011年6月、現役復帰。ロンドンオリンピック出場を目指し、10月16日には全日本女子オープン選手権優勝。佐々木明と離婚（3度目の離婚）。12月には全日本選抜選手権に出場したが2回戦で判定負けとなりオリンピック出場を逃す。
2013年はカナダ・トロントに生活拠点を移し活動。同年12月、ノードハーゲン・クラシック大会に51 kg級で出場し優勝。
2014年7月5日、カナダ・カップ3位入賞。2015年12月にカナダ国籍取得、カナダ代表としてリオデジャネイロオリンピック出場を目指すも市民権の取得などが間に合わず断念した。

### RIZIN
2016年8月1日、リオ五輪出場が叶わなかったことを機に、総合格闘技への参戦を表明。
2016年9月25日、42歳にして総合格闘技デビュー戦となったRIZIN FIGHTING WORLD GRAND-PRIX 2016 無差別級トーナメント 開幕戦でRENAと対戦し、ニンジャチョーク（発表はアームトライアングルチョーク）で一本負けを喫した。
2016年12月31日、RIZIN FIGHTING WORLD GRAND-PRIX 2016 無差別級トーナメント FINAL ROUNDでKOTC女子ストロー級王者アンディ・ウィンと対戦し、腕ひしぎ十字固めで一本負けを喫した。
2018年7月29日、RIZIN.11で石岡沙織と対戦し、1Rに左フックでダウンを奪い3R判定勝ちを収めた。空手ベースで高い打撃レベルを誇る石岡に対してダウンを奪うなど打撃のテクニックと爆発力で上回り、グランドでも果敢に膝蹴りやパウンドを繰り出して、これまでとは違いレスリングだけに頼らない試合を披露、また課題であった関節技への対応も上達を見せるなど、総合格闘家として進化を見せた試合となった。
2018年9月30日、RIZIN.13で元KOTC女子ストロー級王者のアンディ・ウィンと1年9ヶ月ぶりに再戦し、何度もテイクダウンすると、グラウンドで圧倒して判定勝ち。リベンジを果たした。この試合は実弟の山本"KID"徳郁が死去してからわずか12日後の試合であり、試合終了後には天井を指差して弟に勝利を捧げた。
2019年6月2日、RIZIN.16にて世界ランク3位でRIZINスーパーアトム級GP 2017優勝者の浅倉カンナと対戦し、3-0の判定勝ち。キャリア最長の4連勝となり、浅倉に勝利したことで、アメリカの老舗MMAメディアサイトSHERDOGの世界女子アトム級ランキングで世界ランク4位となった。
2019年10月12日、RIZIN.19で世界ランク2位のハム・ソヒと対戦し、グラウンドパンチでTKO負けを喫した。
2019年12月31日、RIZIN.20でアム・ザ・ロケットと対戦し、3-0の判定勝ち。
2020年5月22日、活動拠点であるグアムの総合格闘家カイル・アグォンとの自身4度目となる結婚を公表。
2020年12月31日、RIZIN.26で、空位となっていたRIZIN女子スーパーアトム級王座決定戦で世界ランク2位の浜崎朱加と対戦し、ネックシザースで一本負けを喫した。
2021年10月20日、 RIZIN.32でRENAと5年ぶりに再戦するも、2Rにタックルに行った際にカウンターの膝蹴りを受け、そのままパウンドで追撃されTKO負けを喫した。
2022年7月2日、RIZIN.36でDEEP JEWELS 2階級王者の大島沙緒里と対戦し、互角の展開だったが1-2の判定負けを喫した。僅差の試合だったため、試合後インタビューでは、「自分の中では、試合全体を見ると勝っていた気もしました」と話した。
2023年3月6日に行われたRIZINの会見で、5月のRIZIN.42で行われる伊澤星花との試合を最後に、現役引退することを発表した。しかしその後、練習中に膝前十字靱帯を断裂して全治6ヶ月と診断されたため欠場となり、引退試合は大晦日大会に延期となった。負傷した膝は5月末に手術を行い、8月末にスパーリングを再開した。
2023年12月31日、RIZIN.45で引退試合を行い、世界ランク1位でRIZIN女子スーパーアトム級王者の伊澤星花と対戦。2Rにリアネイキッドチョークで一本負けとなった。試合後にはリング上で引退セレモニーが行われ、マイクで「勝っても負けても皆さんが変わらずに応援してくれました。こんな幸せなアスリートはいないんじゃないかと思っています。皆さん本当にありがとうございました」と挨拶し、総合格闘技から引退した。また、試合後インタビューでは、「最初から最後までRIZINにしか上がらなかったことを誇りに思っています。短いようで長いようで、長いようで短い私の総合格闘技人生を皆さんがいつもたくさんの愛で支えてくれたことを本当に感謝しています。勝ちにも負けにも、すべてのことに意味がありました。いつまでもRIZINの選手、RIZINの山本美憂として、誇りに思って頑張っていきたいと思います。ありがとうございました」と話した。

## 人物・エピソード
- 「美憂」という名前は、父がオリンピック代表として出場したミュンヘンに因んで命名された[9]。
- 長男の山本アーセンも祖父の山本郁榮からレスリングを習っており、2008年の全国少年大会66 kg級や2013年の世界カデット選手権でグレコローマン69 kg級で優勝を飾るなど活躍している。2016年夏季オリンピックでの金メダル獲得を目指していたが、2015年に総合格闘技に転向した。
- 家族環境が似ていることに加え、スポーツキャスターとしての仕事柄アニマル浜口（浜口平吾）・京子親子と親しい。
- 沖縄を「第二の故郷」としている[29]。

### 密着動画
- RIZIN公式YouTubeチャンネル、山本美憂の密着動画『RIZIN CONFESSIONS』（2019年、44歳時）[映像 1]
- RIZIN公式YouTubeチャンネル、山本美憂の密着動画『Preparation the LAST MATCH』（2023年、49歳時）[映像 2]

## 戦績

### 総合格闘技
| 総合格闘技 戦績 | 総合格闘技 戦績 | 総合格闘技 戦績 | 総合格闘技 戦績 | 総合格闘技 戦績 | 総合格闘技 戦績 | 総合格闘技 戦績 |
| --------------- | --------------- | --------------- | --------------- | --------------- | --------------- | --------------- |
| 14 試合         | (T)KO           | 一本            | 判定            | その他          | 引き分け        | 無効試合        |
| 6 勝            | 0               | 0               | 6               | 0               | 0               | 0               |
| 8 敗            | 2               | 5               | 1               | 0               | 0               | 0               |

| 勝敗 | 対戦相手           | 試合結果                             | 大会名                                                                                             | 開催年月日     |
| ×    | 伊澤星花           | 2R 0:37（リアネイキッドチョーク）    | RIZIN.45                                                                                           | 2023年12月31日 |
| ×    | 大島沙緒里         | 5分3R終了 判定1-2                    | RIZIN.36                                                                                           | 2022年7月2日   |
| ×    | RENA               | 2R 3:35 TKO（右膝蹴り→パウンド）     | RIZIN.32                                                                                           | 2021年11月20日 |
| ×    | 浜崎朱加           | 1R 1:42 ネックシザース               | RIZIN.26 【RIZIN女子スーパーアトム級タイトルマッチ】                                               | 2020年12月31日 |
| ○    | アム・ザ・ロケット | 5分3R終了 判定3-0                    | RIZIN.20                                                                                           | 2019年12月31日 |
| ×    | ハム・ソヒ         | 2R 4:42 TKO（グラウンドパンチ）      | RIZIN.19                                                                                           | 2019年10月12日 |
| ○    | 浅倉カンナ         | 5分3R終了 判定3-0                    | RIZIN.16                                                                                           | 2019年6月2日   |
| ○    | 長野美香           | 5分3R終了 判定3-0                    | RIZIN.14                                                                                           | 2018年12月31日 |
| ○    | アンディ・ウィン   | 5分3R終了 判定3-0                    | RIZIN.13                                                                                           | 2018年9月30日  |
| ○    | 石岡沙織           | 5分3R終了 判定3-0                    | RIZIN.11                                                                                           | 2018年7月29日  |
| ×    | アイリーン・リベラ | 2R 2:26 腕ひしぎ十字固め             | RIZIN FIGHTING WORLD GRAND-PRIX 2017 1st ROUND -秋の陣- 【女子スーパーアトム級トーナメント 1回戦】 | 2017年10月15日 |
| ○    | キャシー・ロブ     | 5分3R終了 判定3-0                    | RIZIN FIGHTING WORLD GRAND-PRIX 2017 1st ROUND -夏の陣-                                            | 2017年7月30日  |
| ×    | アンディ・ウィン   | 1R 4:42 腕ひしぎ十字固め             | RIZIN FIGHTING WORLD GRAND-PRIX 2016 無差別級トーナメント FINAL ROUND                              | 2016年12月31日 |
| ×    | RENA               | 1R 4:50 アームトライアングルチョーク | RIZIN FIGHTING WORLD GRAND-PRIX 2016 無差別級トーナメント 開幕戦                                   | 2016年9月25日  |

### レスリング
- 1987年全日本女子選手権 44 kg級 優勝
- 1988年全日本女子選手権 44 kg級 優勝
- 1989年全日本女子オープン 44 kg級 優勝
- 1989年全日本女子選手権 47 kg級 優勝
- 1990年全日本女子オープン 47 kg級 優勝
- 1990年全日本女子選手権 47 kg級 優勝
- 1990年全日本女子オープン 47 kg級 優勝
- 1991年全日本女子選手権 47 kg級 優勝
- 1991年世界女子選手権 47 kg級 優勝
- 1992年サンキストカップ 53 kg級優勝
- 1993年全米選手権 53 kg級優勝
- 1993年全日本女子オープン 50 kg級 準優勝
- 1994年全日本女子選手権 50 kg級 優勝
- 1994年世界女子選手権 50 kg級 優勝
- 1995年全日本女子選手権 47 kg級 優勝
- 1995年世界女子選手権 47 kg級 優勝
- 1998年全日本女子選手権 46 kg級 3位
- 1998年世界女子選手権 46 kg級 準優勝
- 1999年ジャパンクイーンズカップ 46 kg級 準優勝
- 1999年全日本選手権 46 kg級 優勝
- 2002年全日本選手権 48 kg級 決勝T1回戦敗退
- 2003年デーブ・シュルツ・メモリアル国際大会 48 kg級 準優勝
- 2003年ジャパンクイーンズカップ 48 kg級 準優勝
- 2003年全日本女子選手権 48 kg級 3位
- 2004年ジャパンクイーンズカップ 48 kg級 3位
- 2011年全日本女子オープン選手権 48 kg級 優勝
- 2011年NYACホリデー・オープン国際大会 48 kg級 3位
- 2011年全日本選手権 48 kg級 二回戦敗退
- 2011年全日本選抜選手権 51 kg級 二回戦敗退
- 2012年カナダ・カップ 48 kg級 3位
- 2013年ノードハーゲン・クラシック大会 51 kg級 優勝
- 2014年カナダ・カップ 48 kg級 3位
- 2015年カナダ・カップ 53 kg級 4位

## テレビ番組
- 『青春!島田学校』TBS
- 『平成教育委員会』（1994年）フジテレビ

## 写真集
- 『Queen』（2017年5月26日、光文社、撮影：舞山秀一）ISBN 978-4-33-490221-6

### 試合映像
1. ↑  『【試合映像】Full Fight | RENA vs. 山本美憂 / RENA vs. Miyuu Yamamoto - 9/25/2016』RIZIN公式YouTubeチャンネル、2016年。2023年12月22日閲覧。
2. ↑  『【試合映像】2016.12.31 第7試合：アンディ・ウィン vs 山本美憂（ハイライト）』RIZIN公式YouTubeチャンネル、2016年。
3. ↑  『【試合映像】浅倉カンナ vs. 山本美憂 / Kanna Asakura vs. Miyuu Yamamoto - RIZIN.16』RIZIN公式YouTubeチャンネル、2019年。
4. ↑  『【試合映像】Full Fight | 浜崎朱加 vs. 山本美憂 / Ayaka Hamasaki vs. Miyuu Yamamoto - RIZIN.26』RIZIN公式YouTubeチャンネル、2020年。
5. ↑  『【試合映像】Full Fight | RENA vs. 山本美憂 2 / RENA vs. Miyuu Yamamoto 2 - RIZIN.32』RIZIN公式YouTubeチャンネル、2021年。2023年12月22日閲覧。
6. ↑  『【試合映像】Full Fight | 伊澤星花 vs. 山本美憂 / Seika Izawa vs. Miyuu Yamamoto - RIZIN.45』RIZIN公式YouTubeチャンネル、2023年。

### 補足映像
1. ↑  『【番組】RIZIN CONFESSIONS #20（※番組内で試合映像＆山本美憂と石岡沙織による試合振り返りドキュメンタリー番組）』RIZIN公式YouTubeチャンネル、2018年。
2. ↑  『【番組】RIZIN CONFESSIONS #23（※番組内で試合映像。山本美憂による試合振り返りドキュメンタリー番組）』RIZIN公式YouTubeチャンネル、2018年。
3. ↑  『【番組】RIZIN CONFESSIONS #39（※番組内で試合映像＆浅倉カンナと山本美憂による試合振り返りドキュメンタリー番組）』RIZIN公式YouTubeチャンネル、2019年。2023年12月26日閲覧。
4. ↑  『【番組】RIZIN CONFESSIONS #50（※番組内で試合映像＆山本美憂とハム・ソヒによる試合振り返りドキュメンタリー番組）』RIZIN公式YouTubeチャンネル、2019年。
5. ↑  『【番組】RIZIN CONFESSIONS #64（※番組内で試合映像＆浜崎朱加と山本美憂による試合振り返りドキュメンタリー番組）』RIZIN公式YouTubeチャンネル、2020年。
6. ↑  『【番組】RIZIN CONFESSIONS #85（※番組内で試合映像＆RENAと山本美憂による試合振り返りドキュメンタリー番組）』RIZIN公式YouTubeチャンネル、2021年。2023年12月23日閲覧。
7. ↑  『【番組】RIZIN CONFESSIONS #141（※番組内で試合映像＆伊澤星花と山本美憂による試合振り返りドキュメンタリー番組）』RIZIN公式YouTubeチャンネル、2023年。

### 映像
1. ↑  『【番組】RIZIN CONFESSIONS #36』2019年。
2. ↑  『【密着】Preparation the LASTMATCH ｜ 山本美憂 / Miyuu Yamamoto』RIZIN公式YouTubeチャンネル、2023年。